# Echium flavum
Echium flavum Desf.  es una especie botánica perteneciente a la familia de las boragináceas.

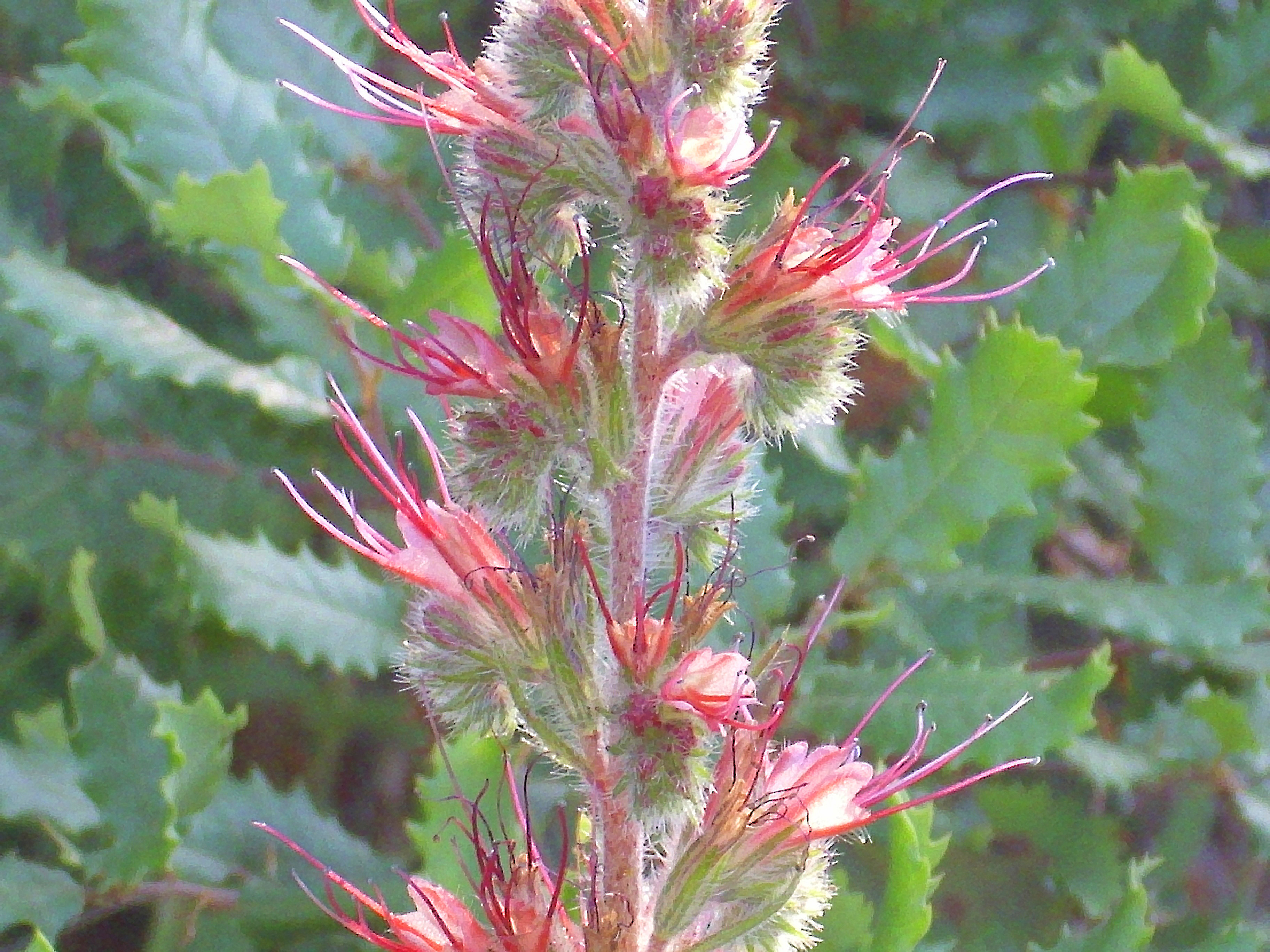
Inflorescencia

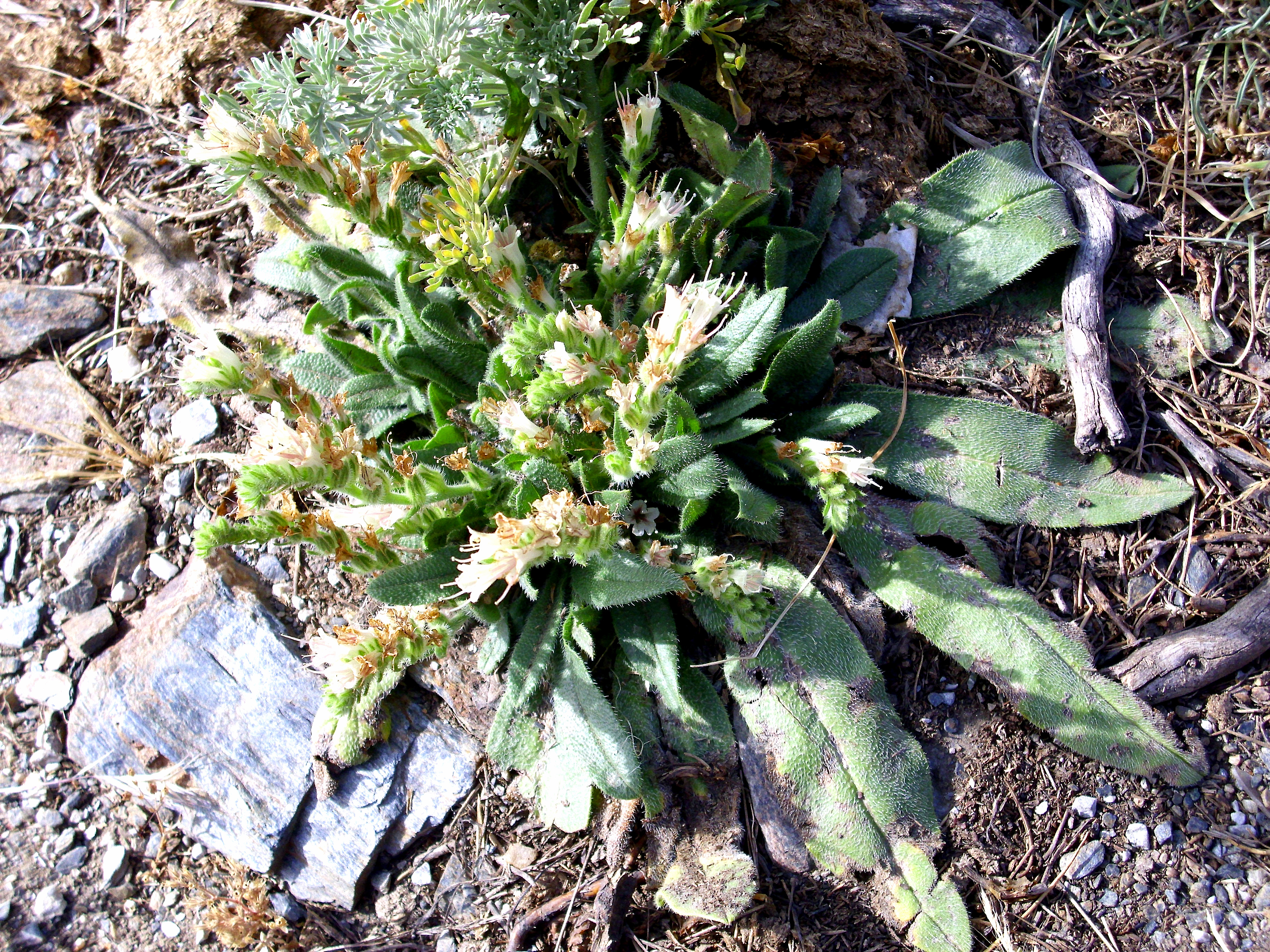
Detalle de la roseta basal

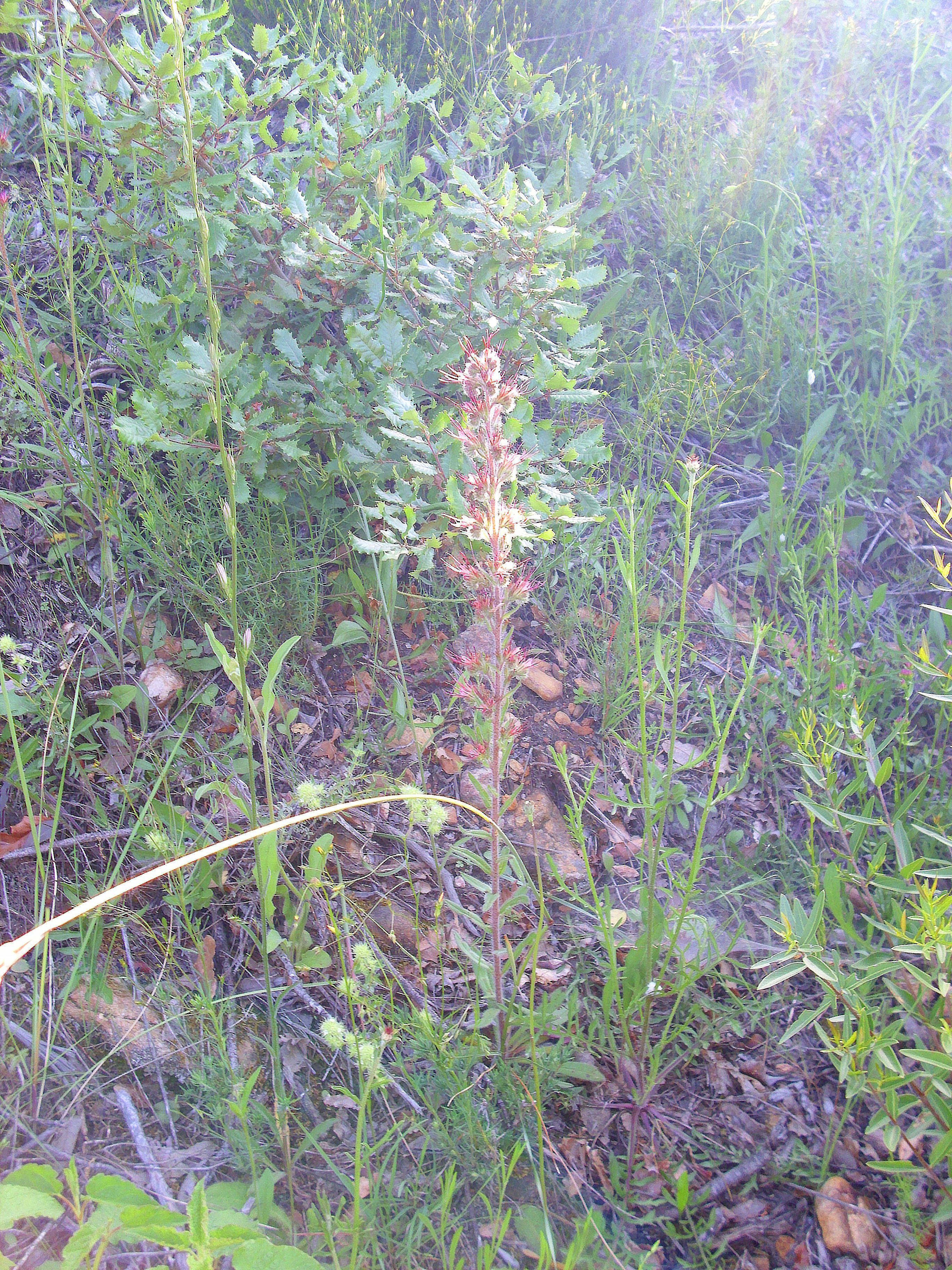
En su hábitat

## Hábitat
Echium flavum se encuentra en pastizales, pedregales, taludes herbosos, bordes de caminos y cunetas; sobre sustratos ácidos, básicos y ultrabásicos; de 450-2.500 m s. n. m. En la península ibérica y NW de África (Argelia y Marruecos). Áreas montanas del centro, sur de y sudeste de España.

## Descripción
Es una hierba bienal o perenne, generalmente unicaule, serícea o híspida. Tallos de hasta 80 (-100) cm, erectos o ascendentes, simples o escasamente ramificados en la base, naciendo en el centro de la roseta, con indumento doble de setas largas patentes, escasamente rígidas, y pelos cortos más o menos adpresos, rectos y retrorsos, a veces ligeramente crispados. Hojas con indumento simple de setas poco rígidas; las de la base de hasta 20 x 2’5 cm, estrechamente elípticas o estrechamente oblanceoladas, gradualmente estrechadas en un pecíolo más o menos largo, formando una roseta bien marcada; las caulinares de hasta 7 (-10) x 0’6 (-1) cm, lineares, linear-lanceoladas o linear oblongas.
Inflorescencia espiciforme, cilíndrica, ocupando más de la mitad del tallo, con numerosas cimas laxa o densamente dispuestas; cimas de hasta 11 cm y laxas en la fructificación, a veces geminadas. Brácteas de 3’5-5’5 (-7) mm, más cortas que el cáliz, estrechamente ovado-lanceoladas, sentadas, con base asimétrica y un lado
decurrente. Cáliz con lóbulos de 3’5-6 x 0’5-1 (-1’5) mm, lineares, linear-lanceolados o linear-oblongos y subobtusos en la floración, alargándose hasta 4-8 (-9) x (0’7-) 1-1’6 mm en la fructificación, con indumento doble de setas largas, sobre todo en el margen y nervio medio, y pelos cortos más o menos abundantes. Corola de (7-) 10-14 (-16) mm, infundibuliforme, ligeramente zigomorfa, con tubo generalmente bien marcado y más largo que el cáliz, con pelos largos sobre los nervios y glabra o laxamente cubierta de pelos cortos y aplicados en el resto por la parte externa, salvo en el tubo, con los tres lóbulos inferiores generalmente ciliados y los dos superiores algo más largos y más anchos y sin cilios en el margen, rosada, amarillo-rosada o blanquecina, a veces ligeramente teñida de azul-violeta. Androceo con los 5 estambres ligeramente exertos, con filamentos glabros y rojizos. Núculas de (1’8-) 2-3 x 1’5-2 (-2’2) mm, densa y diminutamente tuberculadas, con algunos tubérculos más anchos y poco pronunciados. 2n= 16.

## Observaciones
Bastante polimorfa en lo que respecta a indumento, tamaño y forma de las hojas, densidad de la inflorescencia, longitud de las cimas que la componen, y forma e indumento de la corola. Las poblaciones del S y SE de España presentan en general hojas más cortas, indumento híspido o seríceo-híspido con setas bastante rígidas, inflorescencias con cimas laxamente dispuestas y largas, y corola en general con un tubo bien marcado más largo que el cáliz y pelos largos sobre los nervios y en los lóbulos y pelos cortos aplicados, laxa y más o menos regularmente dispuestos, rara vez subglabra. Fueron separadas por Willkomm (in Willk. & Lange, Prodr. Fl. Hisp. 2: 485, 1870), como var. setosum Willk. Las del C y W de España presentan en general hojas más largas y estrechas, con indumento seríceo con setas apenas rígidas, inflorescencia con cimas densamente dispuestas y cortas, y corola con tubo menos marcado, con pelos cortos escasos, a veces ausentes, y lóbulos ligeramente teñidos de azul-violeta. Las diferencias no son, sin embargo, tan marcadas como para separarlas taxonómicamente; en el S y SE se encuentran a veces plantas con inflorescencia densa o con corola con pelos sobre los nervios y el resto prácticamente glabro, o con tubo apenas marcado, y en el W plantas con inflorescencia laxa, o con corola con tubo bien marcado, con pelos largos sobre los nervios y más o menos pelosa en toda su superficie.

## Taxonomía
Echium flavum fue descrita por René Louiche Desfontaines  y publicado en Fl. Atlant. 1: 165 1798.
Citología
Número de cromosomas de Echium flavum (Fam. Boraginaceae) y táxones infraespecíficos: n=8
Etimología
Echium: nombre genérico que deriva del griego echium, lo que significa víbora, por la forma triangular de las semillas que recuerdan vagamente a la cabeza de una víbora.
flavum: epíteto latino que significa "amarillo".
Variedades
- Echium flavum subsp. saetabense (Peris, Figuerola & G.Stübing) Mateo & M.B.Crespo

Sinonimia
- Echium fontanesii DC.[5]
- Echium italicum Salzm. ex Ball
- Echium italicum subsp. flavum (Desf.) O.Bolòs & Vigo
- Echium valentinum Lag.

subsp. saetabense (Peris, Figuerola & G.Stübing) Mateo & M.B.Crespo
- Echium saetabense Peris, Figuerola & G.Stübing[6]

## Nombre común
- Castellano: raíz colorá, zanca de perdiz, zanca de perdiz.[5]